# Malente
Malente est une municipalité dans l'arrondissement du Holstein-de-l'Est (Kreis Ostholstein), dans le Schleswig-Holstein, en Allemagne. Elle est à environ 5 km au nord-ouest d'Eutin et à 35 km au nord de Lübeck.

## Jumelage
- Barwice (Pologne) depuis le 21 avril 1998[1]